# Folketingsvalet 2019
Folketingsvalet i Danmark 2019 hölls den 5 juni 2019. 179 ledamöter var upp till val till Folketinget, varav 175 från Danmark samt 2 från Grönland och 2 från Färöarna. Vid valet gick Dansk Folkeparti och Liberal Alliance starkt tillbaka, medan Venstre, Radikale Venstre och Socialistisk Folkeparti gick framåt. Efter att den regerande borgerliga koalitionen förlorat majoriteten i det kommande folketinget lämnade statsminister Lars Løkke Rasmussen dagen efter in regeringens avskedsansökan.

## Utgångsläge
I folketingsvalet 2015 fick det "blå blocket", bestående av Dansk Folkeparti, Venstre, Liberal Alliance och Konservative Folkeparti, en knapp majoritet och kunde bilda regering med Lars Løkke Rasmussen (Venstre) som statsminister. 

## Utlysning
Folketingsval i Danmark ska hållas senast fyra år efter föregående folketingsval, vilket blir senast 17 juni 2019. och enligt fjärde kapitlet i den danska grundlagen väljer Kungen/Drottningen när valet ska hållas, dock är Kungen/Drottningens uppgift formell och i realiteten är det sittande statsminister som väljer valdag. Under hela våren 2019 spekulerades det om det tänkta valdatumet, exempelvis att folketingsvalet skulle hållas parallellt med EU-valet den 26 maj. Statsministern meddelade den 7 maj att han dagen före anmält till Drottningen att valdatumet blir 5 juni, samma dag som Danmarks nationaldag Grundlovsdagen.

## Valresultat
Valet blev en stor framgång för det röda blocket  som fick 96 mandat. Det blå blocket  fick sammanlagt 75 mandat. Professor Kasper Møller Hansen från Københavns Universitet beskrev Folketinget efter 2019-valet som "det rødeste Folketing" sedan efter valet 1971, då Socialdemokratiet, Radikale och SF sammanlagt fick 114 mandat. Det slutade med att partiledaren för Socialdemokratiet, Mette Frederiksen, utpekades som statsminister.
| Lista                  | Parti                            | Partiledare                                              | Valet 2015 | Valet 2015 | Valet 2015 | Valet 2019 | Valet 2019 | Valet 2019      | Förändring | Förändring |
| Lista                  | Parti                            | Partiledare                                              | Röster     | %          | Mandat     | Röster     | %          | Mandat          | +− %       | Mandat     |
| ---------------------- | -------------------------------- | -------------------------------------------------------- | ---------- | ---------- | ---------- | ---------- | ---------- | --------------- | ---------- | ---------- |
| A                      | Socialdemokratiet                | Mette Frederiksen                                        | 924.940    | 26,3%      | 47         | 915.393    | 25,9%      | 48              | - 0,4%     | + 1        |
| B                      | Radikale Venstre                 | Morten Østergaard                                        | 161.009    | 4,6%       | 8          | 304.273    | 8,6%       | 16              | + 4,0%     | + 8        |
| C                      | Det Konservative Folkeparti      | Søren Pape Poulsen                                       | 118.003    | 3,4%       | 6          | 233.349    | 6,6%       | 12              | + 3,2%     | + 6        |
| D                      | Nye Borgerlige                   | Pernille Vermund                                         | Nytt parti | Nytt parti | Nytt parti | 83.228     | 2,4%       | 4               | + 2,4%     | + 4        |
| E                      | Klaus Riskær Pedersen            | Klaus Riskær Pedersen                                    | Nytt parti | Nytt parti | Nytt parti | 29.617     | 0,8%       | 0               | + 0,8%     | 0          |
| F                      | SF – Socialistisk Folkeparti     | Pia Olsen Dyhr                                           | 147.578    | 4,2%       | 7          | 272.093    | 7,7%       | 14              | + 4,0%     | + 7        |
| I                      | Liberal Alliance                 | Anders Samuelsen                                         | 265.129    | 7,5%       | 13         | 82.228     | 2,3%       | 4               | - 5,2%     | - 9        |
| K                      | Kristendemokraterne              | Stig Grenov                                              | 29.077     | 0,8%       |            | 61.215     | 1,7%       | 0               | + 0,9%     | 0          |
| O                      | Dansk Folkeparti                 | Kristian Thulesen Dahl                                   | 741.746    | 21,1%      | 37         | 308.219    | 8,7%       | 16              | - 12,4%    | - 21       |
| P                      | Stram Kurs                       | Rasmus Paludan                                           | Nytt parti | Nytt parti | Nytt parti | 63.091     | 1,8%       | 0               | + 1,8%     | 0          |
| V                      | Venstre, Danmarks Liberale Parti | Lars Løkke Rasmussen                                     | 685.188    | 19,5%      | 34         | 825.486    | 23,4%      | 43              | + 3,9%     | + 9        |
| Ø                      | Enhedslisten – De Rød-Grønne     | Kollektiv ledning. Politisk ordförande: Pernille Skipper | 274.463    | 7,8%       | 14         | 244.664    | 6,9%       | 13              | - 0,9%     | - 1        |
| Å                      | Alternativet                     | Uffe Elbæk                                               | 168.788    | 4,8%       | 9          | 104.148    | 3,0%       | 5               | - 1,8%     | - 4        |
| -                      | Partilösa                        | -                                                        | 3.066      | 0,1%       | 0          | 2.755      | 0,1%       | 0               |            |            |
| Totalt giltiga röster  | Totalt giltiga röster            |                                                          | 3.518.987  | 100%       | 175        | 3.529.759  | 100%       | 175             |            |            |
| Blanka röster          | Blanka röster                    |                                                          | 29.920     |            |            | 28.126     |            |                 |            |            |
| Andra ogiltiga röster  | Andra ogiltiga röster            |                                                          | 11.153     |            |            | 9.311      |            |                 |            |            |
| Totalt ogiltiga röster | Totalt ogiltiga röster           |                                                          | 41.073     |            |            | 37.437     |            |                 |            |            |
| Totalt antal röster    | Totalt antal röster              |                                                          | 3.560.060  |            |            | 3.567.196  |            | (Valdel. 84,6%) |            |            |

### Personkryss
Följande kandidater fick flest personkryss:
1. Mette Frederiksen (A), 43.489 röster
2. Lars Løkke Rasmussen (V), 40.745 röster
3. Pernille Skipper (Ø), 33.024 röster
4. Inger Støjberg (V), 28.420 röster
5. Tommy Ahlers (V), 26.420 röster
6. Nicolai Wammen (A), 23.427 röster
7. Jacob Mark (F), 23.213 röster
8. Kristian Thulesen Dahl (O), 23.119 röster
9. Søren Pape Poulsen (C), 22.223 röster
10. Ida Auken (B), 21.723 röster